# Joan Budó i Martí
Joan Budó i Martí (Barcelona, 24 de maig de 1822 - Barcelona, 1888) va ser un gravador, editor i instrumentista català.
Va formar-se en clarinet, oboè, flauta, piano i composició a Barcelona. Antoni Passerell el va instruir en solfeig i harmonia i Rafael Berga en clarinet.
Al llarg de la seva vida va ser clarinetista i oboista de diverses orquestres d'Espanya, com la del Gran Teatre del Liceu, fins que al 1850 va inaugurar el seu primer lloc de gravació i venda de música a la capital catalana.
Entre 1853 i 1856 Budó va tenir una època amb molta activitat en l'àmbit editorial, publicant obres de compositors com Manuel Dordal, Jaime Biscarri i Juany Lleys entre d'altres. Cal destacar que el 1859 va realitzar un dels seus treballs més reconeguts com a gravador que va ser la realització de les làmines d'exemples musicals de la Història de la música espanyola de Soriano Fuertes (1859) qui li va dedicar algunes paraules al mateix Budó. També va dur a terme altres tipus d'edicions com la de la revista setmanal La Gaceta Musical Barcelona durant els anys 1861 i 1865, juntament amb Miguel Budó.
Al 1888, amb la mort de Joan Budó, tot els seus treballs realitzats a la seva editorial van passar a ser propietat de Joan Baptista Pujol i Riu.